# Dekanat Benešov
Dekanat Benešov – jeden z 14 dekanatów rzymskokatolickich wchodzących w skład archidiecezji praskiej w Czechach. 
Według danych na styczeń 2016 roku, w jego skład wchodziło 7 parafii. 

## Lista parafii
Źródło:
| Lp. | Miejscowość         | Parafia                                            | Proboszcz                  | Kościół                                                                  | Grafika |
| --- | ------------------- | -------------------------------------------------- | -------------------------- | ------------------------------------------------------------------------ | ------- |
| 1   | Benešov             | Parafia św. Mikołaja, biskupa                      | Mgr. Marcel Timko          | Kościół św. Mikołaja w Benešov                                           |         |
| 2   | Bystřice u Benešova | Parafia Świętych Apostołów Szymona i Judy Tadeusza | ThLic. Antoni Kośmidek     | Kościół Świętych Apostołów Szymona i Judy Tadeusza w Bystřice u Benešova |         |
| 3   | Křečovice           | Parafia św. Łukasza, ewangelisty                   | ThMgr. Kazimierz Duś       | Kościół św. Łukasza w Křečovice                                          |         |
| 4   | Poříčí nad Sázavou  | Parafia św. Pawła                                  | Mgr. Martin Janata         | Kościół św. Pawła w Poříčí nad Sázavou                                   |         |
| 5   | Sedlec-Prčice       | Parafia św. Hieronima                              | Mgr. Martin Vlček          | Kościół św. Hieronima w Sedlec-Prčice                                    |         |
| 6   | Týnec nad Sázavou   | Parafia Świętych Apostołów Szymona i Judy Tadeusza | Mgr. Bedřich Vymětalík     | Kościół Świętych Apostołów Szymona i Judy Tadeusza w Týnec nad Sázavou   |         |
| 7   | Votice              | Parafia św. Wacława, męczennika                    | Mgr. Piotr Henryk Adamczyk | Kościół św. Wacława w Votice                                             |         |